# Delocoma
Delocoma là một chi bướm đêm thuộc họ Erebidae.